# بتلفیلد هیروز
«بتلفیلد هیروز» (انگلیسی: Battlefield Heroes) یک بازی ویدئویی در سبک تیراندازی اول شخص و تیراندازی سوم شخص است که توسط الکترونیک آرتس و در سال ۲۰۰۹ منتشر شد. «بتلفیلد هیروز» در پلت‌فرم مایکروسافت ویندوز منتشر شده‌است.